# Serratangara
Serratangara (Embernagra longicauda) är en fågel i familjen tangaror inom ordningen tättingar.

## Utseende och läte
Serratangaran är en stor finkliknande tangara med lång och spretig stjärt. Fjäderdräkten är mestadels grå med olivgrönt på vingar och stjärt. Näbben är två färgad med mörk övre näbbhalva och gulorange undre. I ansiktet syns en bruten vit ring runt ögat. Sången är ljus och tunn, ett "tsi, tsoweee" som upprepas.

## Utbredning och systematik
Fågeln förekommer lokalt i karga utmarker i östra Brasilien (inre centrala Bahia och Minas Gerais). Den behandlas som monotypisk, det vill säga att den inte delas in i några underarter.

### Familjetillhörighet
Liksom andra finkliknande tangaror placerades denna art tidigare i familjen Emberizidae. Genetiska studier visar dock att den är en del av tangarorna.

## Levnadssätt
Serratangaran hittas i höglänta områden i torrt busklandskap, klippiga miljöer och gräsrika fält med spridda palmer.

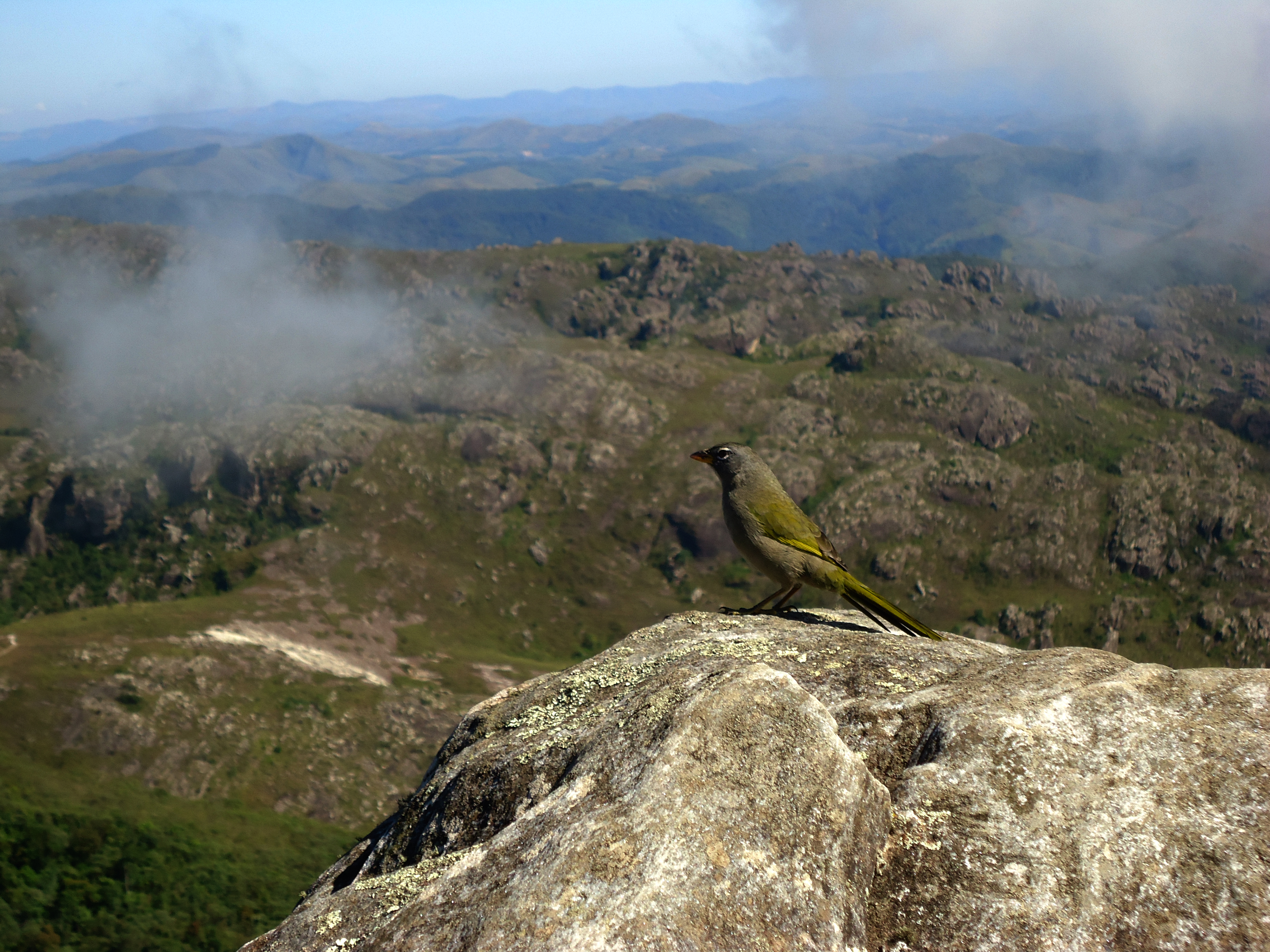

## Status och hot
Arten har ett stort utbredningsområde, men tros minska i antal, dock inte tillräckligt kraftigt för att den ska betraktas som hotad. Internationella naturvårdsunionen IUCN listar arten som nära hotad (LC).

## Namn
Serra är mycket lågväxt skog på näringsfattig, stenig mark i östra Brasiliens högländer.